# Lophorhothon
Lophorhothon is een geslacht van uitgestorven plantenetende ornithischische dinosauriërs, behorend tot de groep van de Euornithopoda, dat tijdens het Laat-Krijt leefde in het gebied van het huidige Noord-Amerika. De typesoort is Lophorhothon atopus.

## Vondst en naamgeving
In 1946 vonden Rainer Zangerl, William D. Turnbull en Charles Barber bij de Moore Brothers' Farm in Dallas County, Alabama een van de meest complete euornithopode skeletten die ooit in het oosten van de Verenigde Staten van Amerika opgegraven waren. De vondst, opgeslagen in het Field Museum of Natural History te Chicago, kreeg echter weinig aandacht totdat Wann Langston jr. in 1960 er een nieuwe soort voor benoemde. De geslachtsnaam is afgeleid van het Klassiek Griekse lophos, 'kam', en rhothon, 'neus', een verwijzing naar de neuskam. De soortaanduiding betekent 'afwijkend' of 'niet op zijn plaats', atopos, in het Grieks, een verwijzing naar de zowel de afwijkende vorm als de locatie; het gebied heeft weinig dinosauriërs opgeleverd.

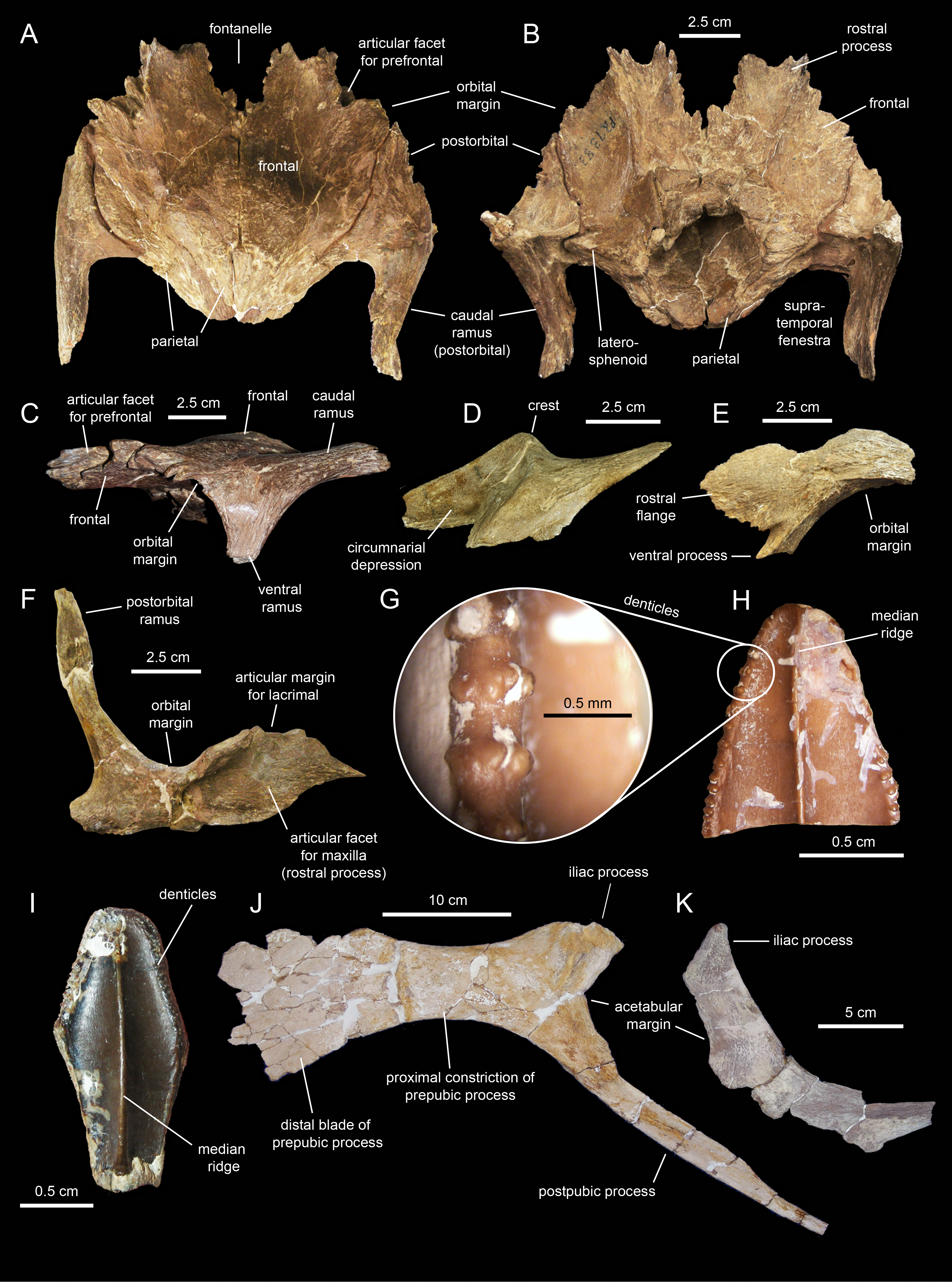
Skeletdelen

Het holotype FMNH P27383 bestaat uit een fragmentarisch skelet met schedel, afkomstig uit de Selamaformatie die stamt uit het vroege Campanien, ongeveer tachtig miljoen jaar oud. Ongeveer de helft van de schedel is bewaard gebleven en verder ruggenwervels en belangrijke delen van de ledematen. Andere fragmenten uit North Carolina zijn later aan de soort toegewezen.
In 2021 werd het materiaal opnieuw beschreven.

## Beschrijving
Het holotype betreft een vrij klein dier ongeveer 4,5 meter lang. De schedel heeft een geschatte lengte van ongeveer zevenendertig centimeter. De kop draagt een lage kam op de neusbeenderen gelijkend op die van Prosaurolophus maar lager geplaatst. Op grond hiervan werd vaak beweerd dat het taxon slechts een jong van Prosaurolophus betreft. Op biogeografische gronden is dat echter onwaarschijnlijk: een diepe zee scheidde indertijd het oosten van het westen van Noord-Amerika waar Prosaurolophus voorkwam. De faunae van de gebieden zijn volledig verschillend. Lophorhothon heeft ook een kenmerk dat bij Prosaurolophus nog niet is aangetroffen: het bezit van een fontanel op het raakpunt van de neusbeenderen en de voorhoofdsbeenderen. In 2021 werd dit bevestigd als een geldige autapomorfie. De binnenste afronding van de voorhoofdbeenderen zou er echter op wijzen dat het niet zou gaan om een fontanel die nog moest sluiten maar een venster dat eenblijvend kenmerk was.

## Fylogenie
Het taxon Lophorothon wordt tegenwoordig valide geacht. Langston plaatste het in de Hadrosaurinae en dat zou tot 2009 een gebruikelijke indeling blijven, meestal in een basale positie, soms net erbuiten als zustertaxon van alle Hadrosaurinae. Een uitzondering was James P. Lamb jr., die een basale positie in de ruimere Iguanodontia als uitkomst van zijn analyse had. De meest recente kladistische analyse uit 2010 vond dat Lophorhothon basaal in de Hadrosauroidea geplaatst was, wat beter aansluit bij de biogeografie dan een positie als hadrosaurine. Dit werd bevestigd in 2021.